# ITT Flygt

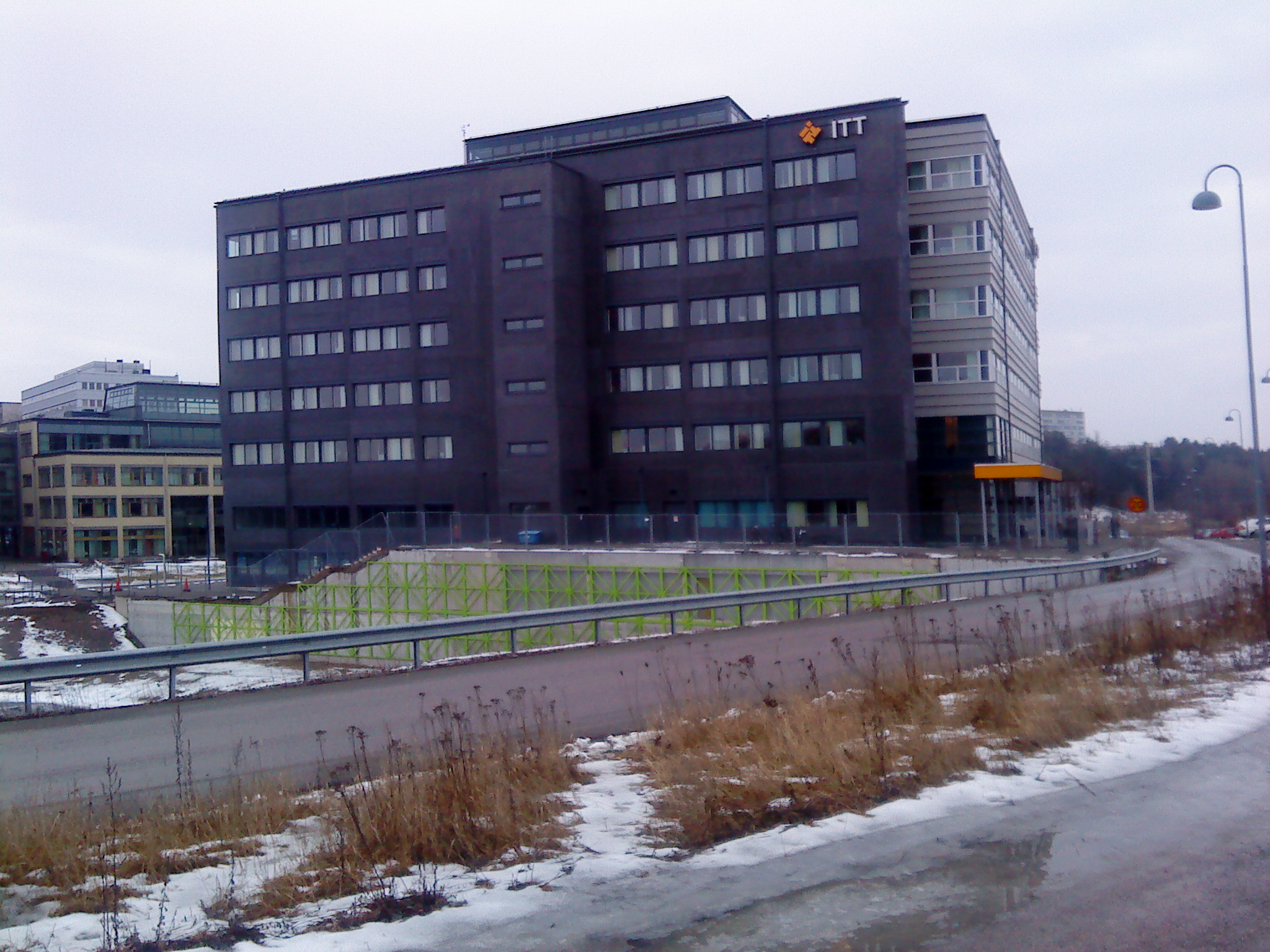
Le siège de l'entreprise à Sundbyberg

ITT Flygt est un fabricant de pompes hydrauliques fondé en 1901 à Lindås (Suède).
En 1968, à la suite de nombreuses transactions, les droits de propriété de Stenberg-Flygt AB sont transférés à la multinationale américaine ITT (International Telephone and Telegraph Corporation).
En 1991, la raison sociale de la société devient ITT Flygt AB.
ITT Flygt est actuellement le leader mondial des pompes et agitateurs submersibles.